# Deiregyne pallens
Deiregyne pallens är en orkidéart som först beskrevs av Dariusz Lucjan Szlachetko, och fick sitt nu gällande namn av Mario Adolfo Espejo Serna och López-ferr.. Deiregyne pallens ingår i släktet Deiregyne, och familjen orkidéer. Inga underarter finns listade i Catalogue of Life.